# Noms des habitants des régions françaises
 (août 2021).

## Régions administratives
Créées à partir de 1956, au nombre de 27 en 2015, les régions françaises sont 18 depuis le 1er janvier 2016 : 12 régions de France métropolitaine, auxquelles s'ajoutent la Corse, qui n'a pas la dénomination de région mais en exerce les compétences, et cinq régions d’outre-mer (dont le département de Mayotte qui exerce également les compétences d'une région et les collectivités uniques de Guyane et de Martinique),.
- Auvergne-Rhône-Alpes : Auverhonalpin[5]
- Bourgogne-Franche-Comté : Bourguignons et Francs-Comtois
- Bretagne : Bretons
- Centre-Val de Loire : Centro-Ligériens
- Corse : Corses (invariant au féminin)
- Grand Est : Alsaciens, Champenois et Lorrains
- Guadeloupe : Guadeloupéens
- Guyane : Guyanais
- Hauts-de-France : Nordistes, Picards
- Île-de-France : Franciliens
- Martinique : Martiniquais
- Mayotte : Mahorais
- Normandie : Normands
- Nouvelle-Aquitaine : Néo-Aquitains
- Occitanie : Occitans
- Pays de la Loire : Ligériens
- Provence-Alpes-Côte d'Azur : Provençaux
- Réunion : Réunionnais